# Philonotis mercieri
Philonotis mercieri är en bladmossart som beskrevs av Jean Édouard Gabriel Narcisse Paris och Brotherus 1902. Philonotis mercieri ingår i släktet källmossor, och familjen Bartramiaceae. Inga underarter finns listade i Catalogue of Life.